# Brachyglottis rotundifolia
Brachyglottis rotundifolia là một loài thực vật có hoa trong họ Cúc. Loài này được J.R.Forst. & G.Forst. mô tả khoa học đầu tiên năm 1775.